# Барсегян, Александр Сергеевич
Барсегя́н, Алекса́ндр Серге́евич (10 января 1929, Батуми — 7 сентября 2011, Харьков) — украинский режиссёр, главный режиссёр-директор Харьковского академического российского драматического театра им. А. С. Пушкина, Народный артист Украинской ССР (1978), профессор, академик Академии педагогических наук Украины. Лауреат регионального рейтинга «Харьковчанин столетия», Почётный гражданин Харькова (2006).

## Биография
Родился 10 января 1929 года в г. Батуми (Аджарская АРСР).
В 1953 г. окончил Харьковский государственный театральный институт (мастерская народного артиста УССР Л. Дубовика, начал работать в Днепропетровском областном украинском передвижном театре на должности режиссёра-постановщика.
В 1956—1962 гг. — главный режиссёр Львовского театра юного зрителя им. М.Горького.
В 1962—1964 гг. — главный режиссёр Одесского театра музыкальной комедии. Позже (1964—1970 гг.) режиссёр республиканского Киевского театра юного зрителя. На сцене этого театра поставил ряд спектаклей, которые были высоко оценены общественностью и прессой, а поставленный А. С. Барсегяном в 1964 году спектакль «Молодая гвардия» А. Фадеева отмечен Премией Ленинского Комсомола.
С 1970 по 1973 года возглавлял Киевский театр оперетты.
С 1975 по 2011 год — главный режиссёр Харьковского государственного академического русского драматического театра им. А.Пушкина.
С 1979 года был заведующим кафедрой режиссуры Харьковского института искусств им. И. Котляревского.
С 1983 г. — главный режиссёр — директор Харьковского театра им. А.Пушкина. На его сцене А. С. Барсегян осуществил постановки более 80-ти украинской, российской, а также мировой современной и классической драматургии.
В течение многих лет объединял творческую работу в театре с педагогической деятельностью. Руководил актёрской студией Киевского театра оперетты, был руководителем курса, а затем заведующим кафедрой режиссуры Харьковского института искусств им. И. П. Котляревского. Многие воспитанники А. С. Барсегяна работают в ведущих театрах Украины и за её пределами.
Был активным общественным деятелем, заместителем председателя Харьковского межобластного правления Союза театральных деятелей Украины.

## Награды и звания
- Орден «За заслуги» III степени (19 августа 2004 года) — за значительный личный вклад в создание и реализацию инновационной модели регионального развития, весомые достижения в профессиональной деятельности и по случаю 350-летия основания города Харькова[1]
- Медаль Пушкина (31 октября 2007 года, Россия) — за большой вклад в распространение, изучение русского языка, сохранение культурного наследия, сближение и взаимообогащение культур наций и народностей[2]
- Орден Трудового Красного Знамени (22 августа 1986 года)
- Медаль «За трудовое отличие» (24 ноября 1960 года) — за выдающиеся заслуги в развитии советской литературы и искусства и в связи с декадой украинской литературы и искусства в гор. Москве[3]
- Народный артист Украинской ССР (1978)
- Заслуженный артист Украинской ССР (1965)
- Заслуженный деятель искусств Украинской ССР (1969)
- Почётная грамота Кабинета Министров Украины (24 марта 2004 года) — за весомый личный вклад в развитие национального театрального искусства и высокий профессионализм[4]
- Почётная грамота Харьковского горсовета (2008)
- Специальная премия за «Преданность искусству» в конкурсе «Народное признание»

### Ученики А. С. Барсегяна
- Душин Кирилл Юрьевич — художественный руководитель Харьковского театра для взрослых
- Коломийцев, Алексей Владимирович (1972) — известный украинский режиссёр и композитор.
- Кравчук, Алексей Анатольевич (1963) — заслуженный деятель искусств Украины, актер, режиссёр, художественный руководитель Львовского академического театра «Люди и куклы»
- Калоян, Армен Мигранович (1970) — главный режиссёр Харьковский национальный академический театр оперы и балета имени Н. В. Лысенко
- Кузик, Сергей — режиссёр-постановщик Коломийского академического украинского драматического театра имени Ивана Озаркевича.
- Ладенко, Игорь Львович— художественный руководитель Харьковского театра «19»
- Мазур, Тарас Владимирович — режиссёр-постановщик Киевского академического областного музыкально-драматического театра имени П. К. Саксаганского.
- Пасечник, Степан Владимирович (1965) — заслуженный деятель искусств Украины, художественный руководитель Харьковского театра «P.S.».
- Садовский, Леонид Викторович (1949—2020) — заведующий кафедрой мастерства актера Харьковского национального университета искусств имени И. П. Котляревского, основатель и художественный руководитель «Мастерской 55».
- Саркисян, Роза Владимировна (1987) — главный режиссёр Первого украинского театра для детей и юношества (г. Львов)
- Швец, Надежда Фёдоровна (1959) — украинский художник, режиссёр. Главный художник Харьковского национального академического театра оперы и балета им. Н. Лысенко. Заслуженный художник Украины.
- Шмаль, Александр Николаевич — режиссёр, педагог, автор экспериментальной программы актерского мастерства, создатель и руководитель Экспериментальной Любительской Студии, художественный руководитель Северодонецкого театра драмы (1993-97 г.г), театральной мастерской «Art&Гарт».